# Pleumartin
Pleumartin is een gemeente in het Franse departement Vienne (regio Nouvelle-Aquitaine) en telt 1160 inwoners (2005). De plaats maakt deel uit van het arrondissement Châtellerault.

## Geografie
De oppervlakte van Pleumartin bedraagt 24,0 km², de bevolkingsdichtheid is 48,3 inwoners per km².
De onderstaande kaart toont de ligging van Pleumartin met de belangrijkste infrastructuur en aangrenzende gemeenten.

## Demografie
Onderstaande figuur toont het verloop van het inwonertal (bron: INSEE-tellingen).